# Киркун
Кирку́н — река в Кыринском районе Забайкальского края России и частично — в Монголии, где называется Хярханы-Гол. Правый приток реки Буххэн-Гол (Букукун) (бассейн Шилки).
Берёт начало в южных отрогах Чатангинского хребта. Длина реки — 168 км, нижнее течение (23 км) находится в Монголии. Площадь водосборного бассейна — 2360 км², из которых 2170 км² (около 92 %) приходятся на российскую часть реки.
Притоков у реки 136. Основные из них: правые: Дабан-Горхон, Шара-Горхон, Немыра, Суманда, Верея, Кукуун, Жернаковка, Чёктой, Баян-Булак, левые: Верхний Урулей, Нижний Урулей, Енда, Верхний Джермалтай, Нижний Джермалтай, Цаган-Челутын-Гол.
Населённые местности: Дабан-Горхон, Самкак, зим. Киркунский Станок, пограничный маяк № 22 Киркунский.
Код ГВР — 20030100312118100003857.